# Маунтбеттен-Виндзор, Луиза
Луиза Алиса Елизавета Мария Маунтбеттен-Виндзор (англ. Louise Alice Elizabeth Mary Mountbatten-Windsor, род. 8 ноября 2003, Фримли, Суррей) — дочь принца Эдварда, герцога Эдинбургского, и Софи, герцогини Эдинбургской, старшая из двоих детей. Племянница короля Карла III. 17-я в порядке наследования британского престола. До рождения 17 декабря 2007 года её младшего брата Джеймса занимала 8-е место.

## Биография

### Ранние годы
Луиза родилась 8 ноября 2003 в 23:32 по Гринвичу в госпитале Фримли-Парк в Суррее после того, как её мать была туда доставлена на машине «скорой помощи» из дома в Бэгшот-Парке. Отец не присутствовал при родах. Луиза родилась недоношенной в результате экстренного кесарева сечения: её мать ранее перенесла внематочную беременность и была госпитализирована за месяц до планируемой даты родов. Как мать, так и новорождённая перенесли сильную кровопотерю из-за разрыва плаценты. Роды принимал королевский хирург Маркус Сетчелл.
Первые дни жизни леди Луиза провела в инкубаторе в госпитале Святого Георгия в Тутинге (Лондон), а сама графиня осталась в больнице до 23 ноября 2003, пока не была выписана. Имя для дочери было объявлено 27 ноября. Крещение леди Луизы прошло в часовне Виндзорского замка 24 апреля 2004. Крёстными леди Луизы стали леди Александра Этерингтон, леди Сара Чатто, лорд Ивар Маунтбеттен, Руперт Эллиотт и Франческа Шварценбах.
Девочка родилась со сходящимся косоглазием. В прессе неоднократно появлялись слухи о планировании операции: первая операция делалась в январе 2006 года и длилась 30 минут под общим наркозом, но проблему исправить не удалось сразу. В конце 2013 года девочке исправили зрение после очередной операции, но у леди Луизы были и другие проблемы со здоровьем: в возрасте 9 лет она во время верховой прогулки упала с лошади и сломала руку.

### Присутствие на официальных праздниках
29 апреля 2011 года семилетняя леди Луиза присутствовала в качестве подружки невесты Кэтрин Миддлтон (bridesmaid) на свадьбе своего двоюродного брата, герцога Кембриджского. Ещё ранее, в июне 2009 года, девочка присутствовала на первом в своей жизни параде Trooping the Colour (так называемый «вынос знамён»), а спустя два года впервые совершила поездку в экипаже со своей семьёй. Также она присутствовала на парадах 2012 и 2013 годов.
С 2011 года ежегодно леди Луиза со всеми родственниками присутствует на рождественской церковной службе в Сандригеме; на празднование Пасхи 2012 года она сопровождала королевскую семью (в том числе и свою кузину принцессу Евгению) в часовню Святого Георгия в Виндзорском замке. В июне 2012 года леди Луиза присутствовала на торжественном параде в честь Бриллиантового юбилея Елизаветы II, а спустя несколько дней сопровождала своих родителей в соборе Святого Павла. 4 июня 2013 она присутствовала на праздновании 60-летия коронации своей бабушки, королевы Елизаветы II, в Вестминстерском аббатстве, будучи самой молодой представительницей королевской семьи, а 11 июня со своим братом участвовала в праздничных мероприятиях в Букингемском дворце. В 2015 году вместе с родителями впервые выехала за пределы Великобритании, посетив ЮАР.

### Образование и увлечения
Луиза училась в подготовительной школе св. Георгия в Виндзоре, где также училась её кузина принцесса Евгения. С 2017 года, перейдя в 9-й класс, училась в школе св. Марии в Аскоте. С сентября 2022 года изучает английский язык в Сент-Эндрюсском университете. Одним из её увлечений является скаутская деятельность (гёрлгайдинг): королева Елизавета II, бабушка Луизы, являлась покровительницей гайдинга, а мать — президент Ассоциации гайдов (имела ранг «Брауни», позже сама стала гидом).
Помимо этого, с ранних лет Луиза увлекалась верховой ездой и в 2016 году участвовала в торжествах по случаю 90-летия королевы. Участница соревнований по  драйвингу. В мае 2017 года возглавляла экипажи Champagne Laurent-Perrier Meet на встрече Британского общества экипажей на королевском мероприятии Royal Windsor Horse Show.

## Титулование
Являясь внучкой монарха по мужской линии, леди Луиза, согласно закону 1917 года (Патентному письму Георга V), имеет законное право на титул «Её королевское высочество принцесса Луиза Уэссекская» (Her Royal Highness Princess Louise of Wessex). Аналогичный титул носил до получения собственного герцогского титула её двоюродный брат Гарри (принц Гарри Уэльский), носят двоюродные сёстры принцессы Беатрис и Евгения Йоркские и двоюродные племянники и племянницы Уэльские и Сассекские — все с предикатом «Его/Её королевское высочество». Однако по желанию родителей, на которое было дано согласие королевы, дети Эдварда и Софи титулуются как дети графа, а не принца. Соответственно, в её случае это леди Луиза Алиса Елизавета Мария Виндзор; её брат именуется Джеймс, граф Уэссекский, также без титулов принца и королевского высочества. Неясно, являются ли Джеймс и Луиза принцем и принцессой де-юре: высказывалась как точка зрения, согласно которой коммюнике королевского дворца не может стоять выше закона 1917 года, так и мнение, что воля королевы в вопросах титулов её семейства имеет силу закона.
В 2020 году графиня Уэссекская заявила, что Луиза сохранила свой королевский титул и обращение и решит, использовать ли его, когда ей исполнится 18 лет.

## Галерея

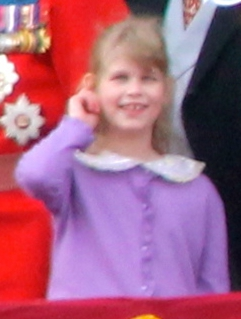
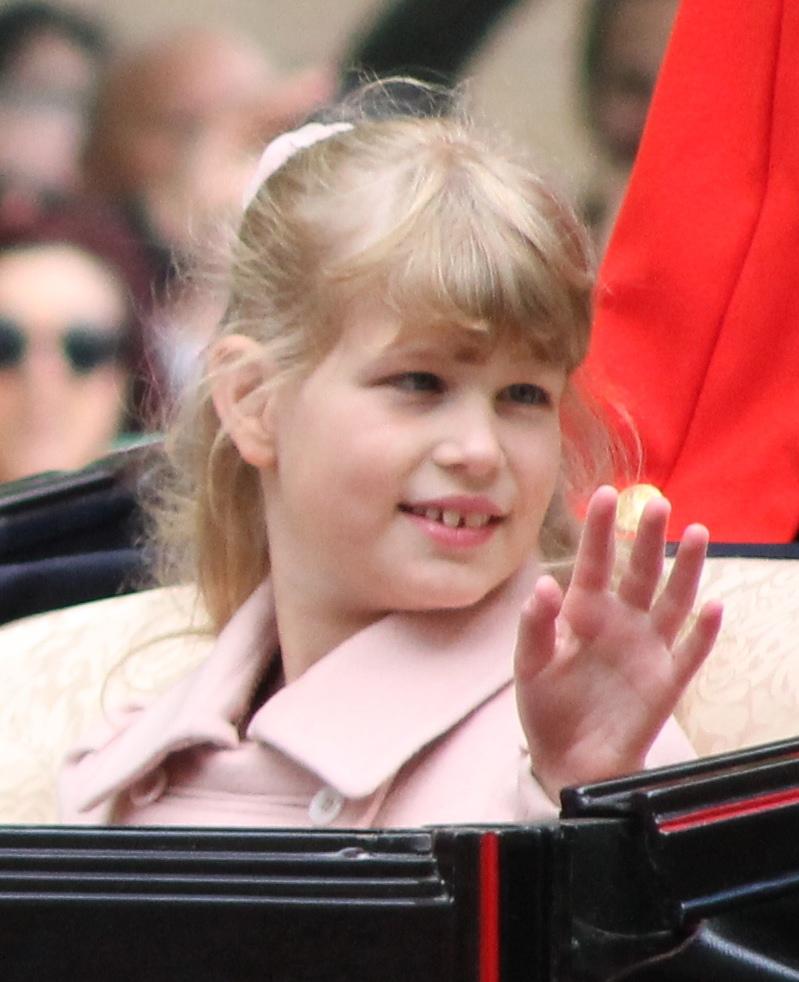
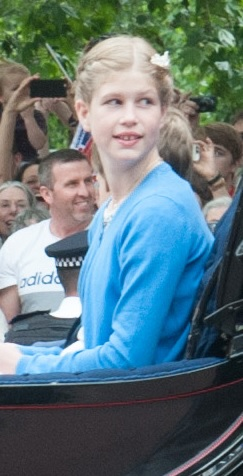
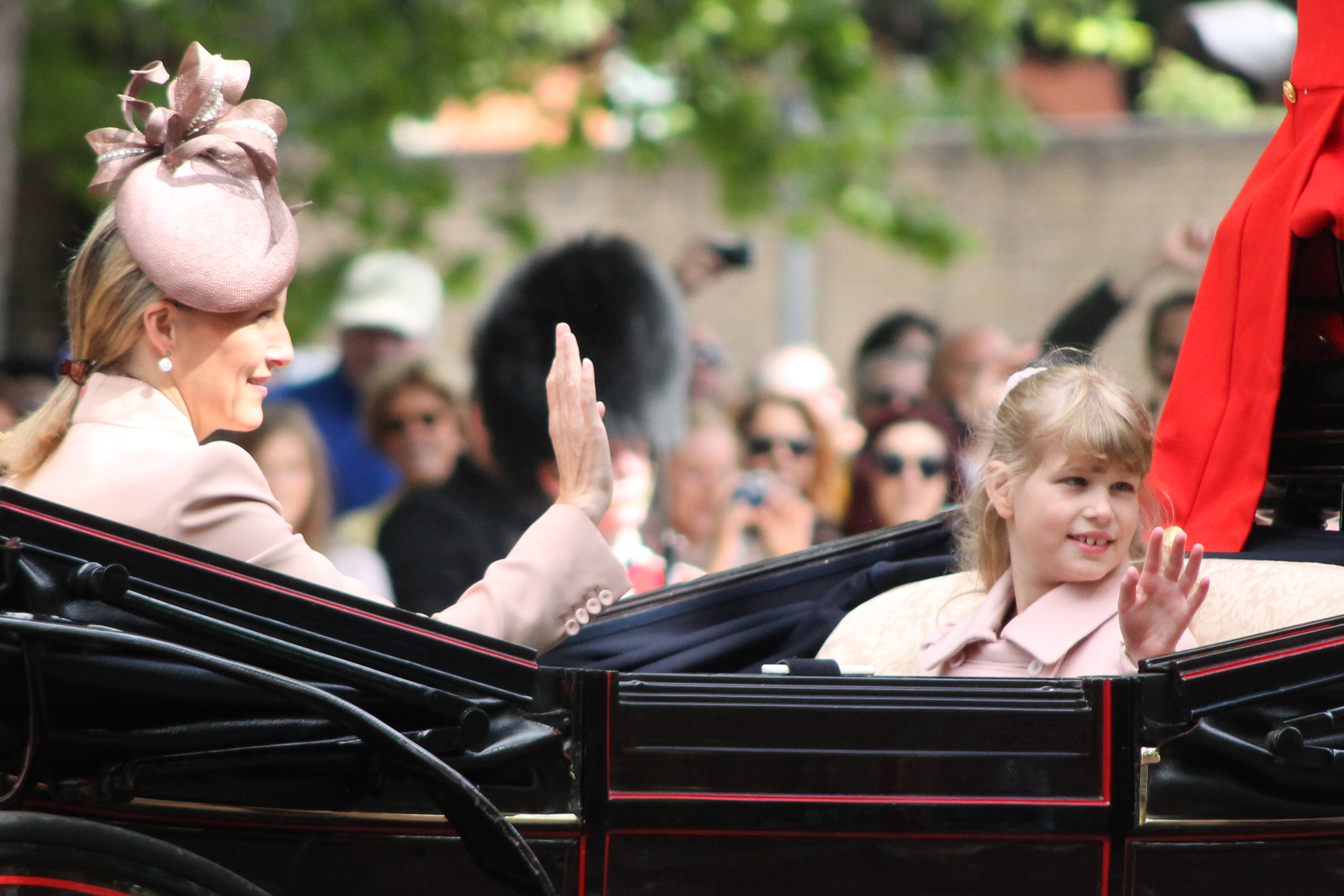
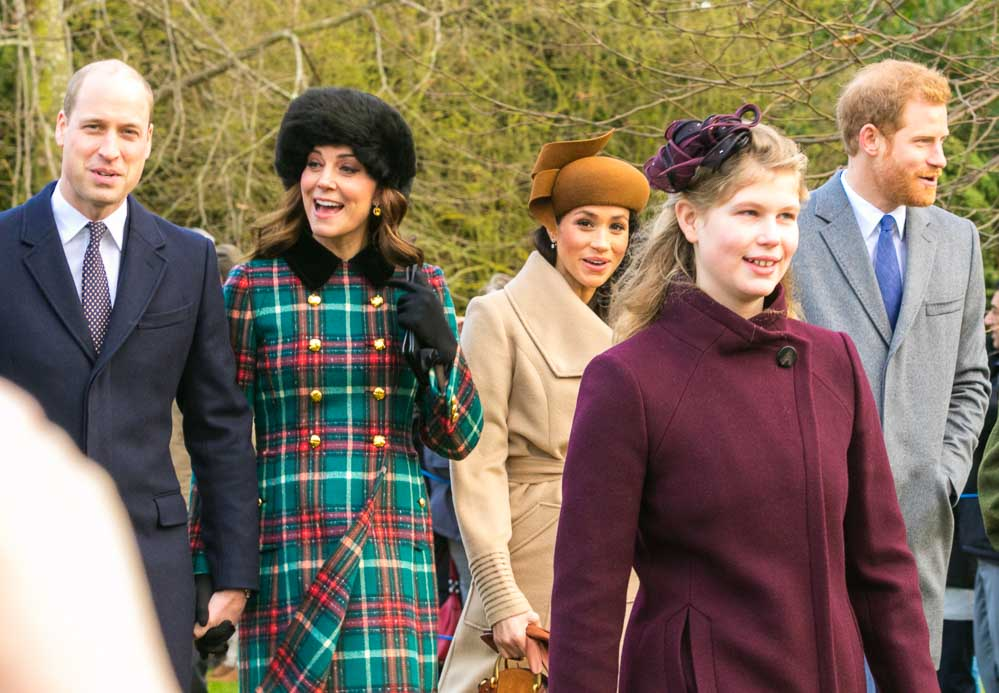